# Viktorija Rajicic
Viktorija Rajicic (ur. 7 kwietnia 1994 w Melbourne) – australijska tenisistka.

## Kariera sportowa
W 2009 roku po raz pierwszy zagrała w turnieju głównym rozgrywek singlowych cyklu ITF – w Ipswich pokonała w pierwszej rundzie Alexandrę Riley 6:4, 6:1, a w kolejnym spotkaniu uległa Isabelli Holland 4:6, 4:6.
W przeciągu kariery wygrała dwa turnieje w grze podwójnej oraz dwa turnieje w grze podwójnej rangi ITF.
W sezonie 2011 zadebiutowała w rozgrywkach wielkoszlemowych – rywalizowała w zawodach gry podwójnej na kortach Australian Open. W kolejnych latach kontynuowała starty w Wielkim Szlemie, także w konkurencji deblowej w Melbourne. Za każdym razem przegrywała w swoim pierwszym meczu.

## Wygrane turnieje rangi ITF
| turnieje z pulą nagród 100 000 $ |
| turnieje z pulą nagród 75 000 $  |
| turnieje z pulą nagród 50 000 $  |
| turnieje z pulą nagród 25 000 $  |
| turnieje z pulą nagród 15 000 $  |
| turnieje z pulą nagród 10 000 $  |

### Gra pojedyncza
|    | Data       | Turniej   | Pula   | Naw.    | Finalistka    | Wynik         |
| 1. | 10/03/2013 | Sydney    | 10 000 | twarda  | Jessica Moore | 5:7, 6:3, 6:2 |
| 2. | 31/03/2013 | Bundaberg | 25 000 | ceglana | Yurika Sema   | 6:4, 6:3      |

### Gra podwójna
|    | Data       | Turniej   | Pula   | Naw.    | Partnerka        | Finalistki                    | Wynik    |
| 1. | 23/06/2013 | Nisz      | 10 000 | ceglana | Wiktorija Tomowa | Nerma Čaluk Tjaša Šrimpf      | 6:1, 6:2 |
| 2. | 30/06/2013 | Prokuplje | 10 000 | ceglana | Wiktorija Tomowa | Ema Mikulčić Dejana Raickovic | 6:2, 7:5 |